# مارچوبه
مارچوبه (به انگلیسی: Asparagus) گیاهی گلدار است که بومی بیشتر مناطق اروپا، آفریقای شمالی و غرب آسیا است
مارچوبه گیاهی علفی چندساله و دوپایه از راسته مارچوبه، تیرهٔ مارچوبگان (Asparagaceae) و سردهٔ مارچوبه (Asparagus) است. گل‌های بسیار کوچک آن در روی پایه‌های نر و ماده قرار دارند. گل‌های آن دارای ۶ کاسبرگ و ۶ گلبرگ و ۶ پرچم و یک مادگی سه برچه‌ای است گل‌های نر به رنگ زرد مایل به سبز بوده، کاملاً از گل‌های ماده که معمولاً به رنگ قرمز در می‌آیند قابل تشخیص می‌باشند.
معمولاً برداشت مارچوبه از سال سوم، یعنی دو سال پس از انتقال تاج آن به محل اصلی آغاز می‌شود. محل کاشت آن در ایران قزوین (شهر سگزاباد)، خوی، تبریز، نواحی مختلف البرز، قصر قجر، جلفای اصفهان، اراک، کرمانشاه، جنوب ایران، و مهارلو در شیراز است همچنین در روستای رز از توابع شهرستان ماهنشان استان زنجان و روستای رباط از توابع شهرستان شهربابک در استان کرمان در فروردین ماه به صورت خودرو رشد می‌کند. این گیاه به‌عنوان یک سبزی خوراکی به صورت خام یا پخته استفاده می‌شود. کاشت این گیاه در شهرستان دزفول رواج پیدا کرده‌است.

## خاصیت‌ها
مارچوبه دارای مقدار زیادی ویتامین ک و فولات (ویتامین ب۹) است. فولات موجود در مارچوبه باعث می‌شود تا مصرف این گیاه در زمان بارداری از ناهنجاری‌های مادرزادی بکاهد. خوردن مارچوبه همچنین می‌تواند به تقویت نیروی جنسی کمک کند.
میزان بالای پورین در مارچوبه باعث بالا رفتن اسید اوریک خون می‌شود و در مبتلایان به نقرس مصرف آن توصیه نمی‌شود.

## ارزش غذایی
مارچوبه منبعی غنی از ویتامین‌ها، املاح معدنی و پروتئین‌های ضروری است و سرشار از ویتامین‌های A و B1 یا تیامین، B2 یا ریبوفلاوین، B3 یا نیاسین، B5 یا پانتوتنیک اسید، B6، اسید فولیک و نیز ویتامین‌های C و E یا آلفا_نوکوئرول و K یا فیلوکین است.
مارچوبه حاوی منابع ارزشمند املاح معدنی آهن، کلسیم، فسفر، منیزیم، منگنز، زینک، سلنیوم و پتاسیم است؛ و همچنین حاوی مقدار بسیار کمی کالری بدون کلسترول است و نیز مقدار ناچیزی سدیم، علاوه بر این یک منبع غنی از فیبر رژیمی است که برای بدن ضروری است.

## تولید
در سال ۲۰۰۷ میلادی، پرو بزرگ‌ترین صادرکننده مارچوبه در جهان بود. چین و مکزیک در رتبه‌های بعدی قرار داشتند.
بزرگ‌ترین واردکنندگان مارچوبه در جهان در سال ۲۰۰۴ میلادی، به ترتیب، ایالات متحده آمریکا (۹۲٫۴۰۵ تن)، اتحادیه اروپا (۱۸٫۵۶۵) و ژاپن (۱۷٫۱۴۸) بوده‌اند.

## تاریخچه تولید در ایران
هاشم نراقی از سرمایه‌داران زمان پهلوی دوم در زیر سد دز واحد عظیمی برای تولید مارچوبه احداث کرده بود و به اروپا صادر می‌کرد. رقم مورد کاشت در ایران رقم ماری واشینگتن بوده‌است.

## نگارخانه

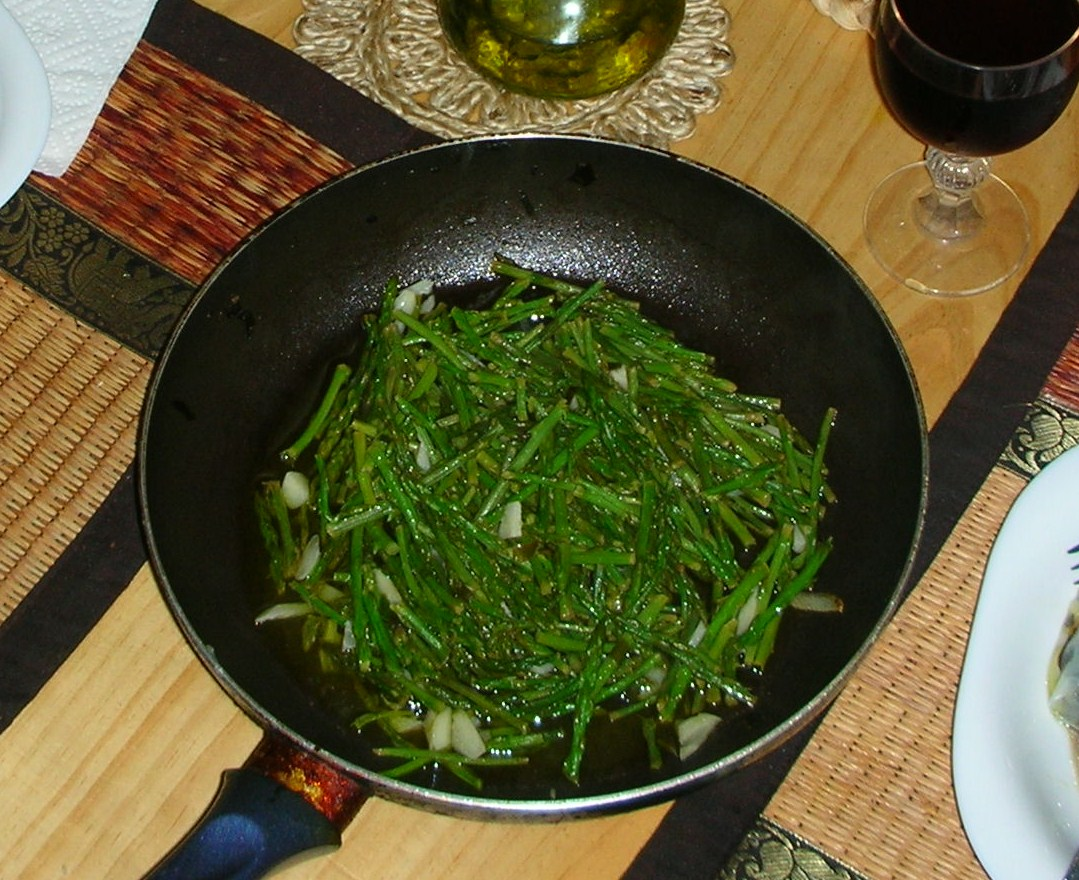
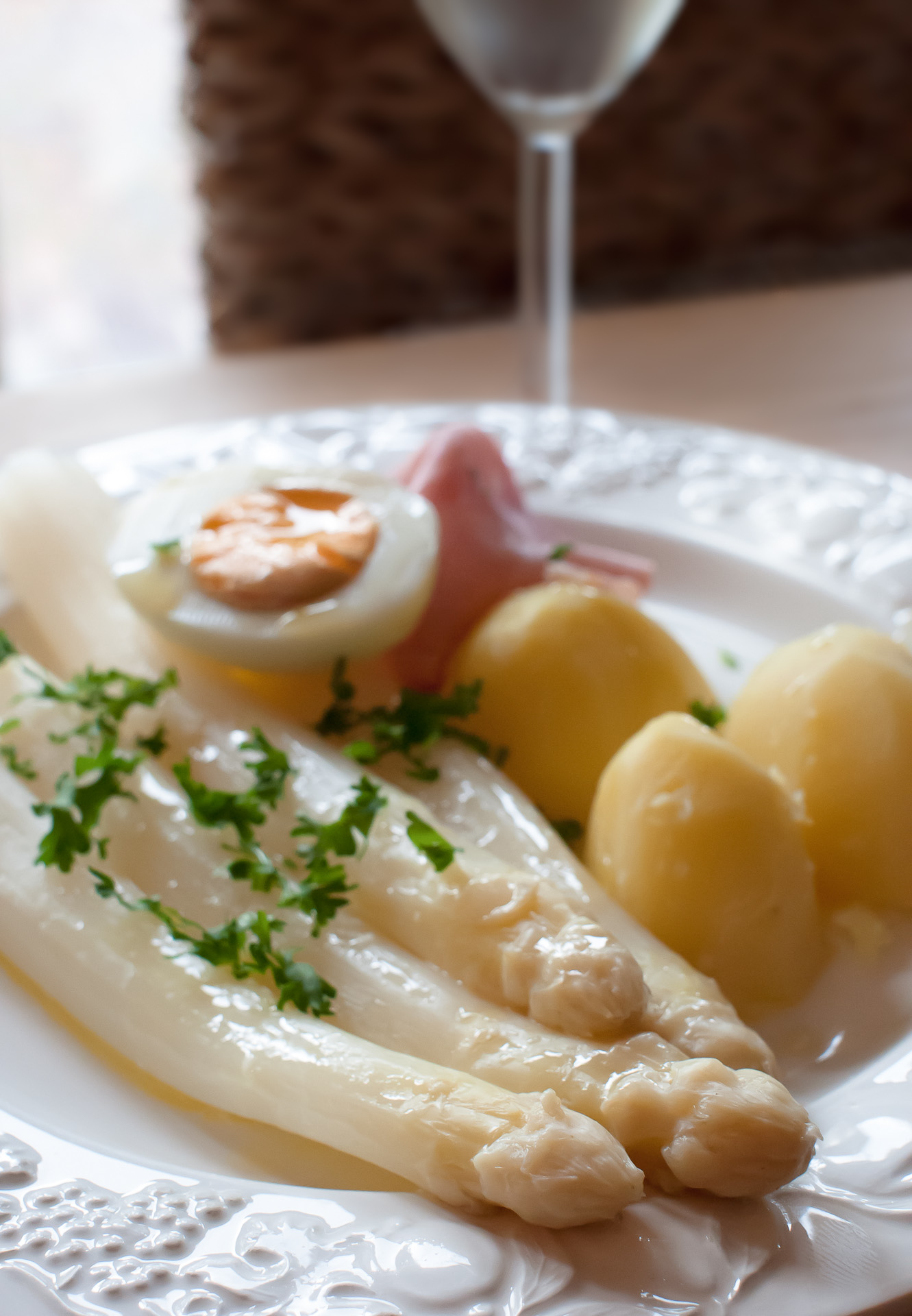
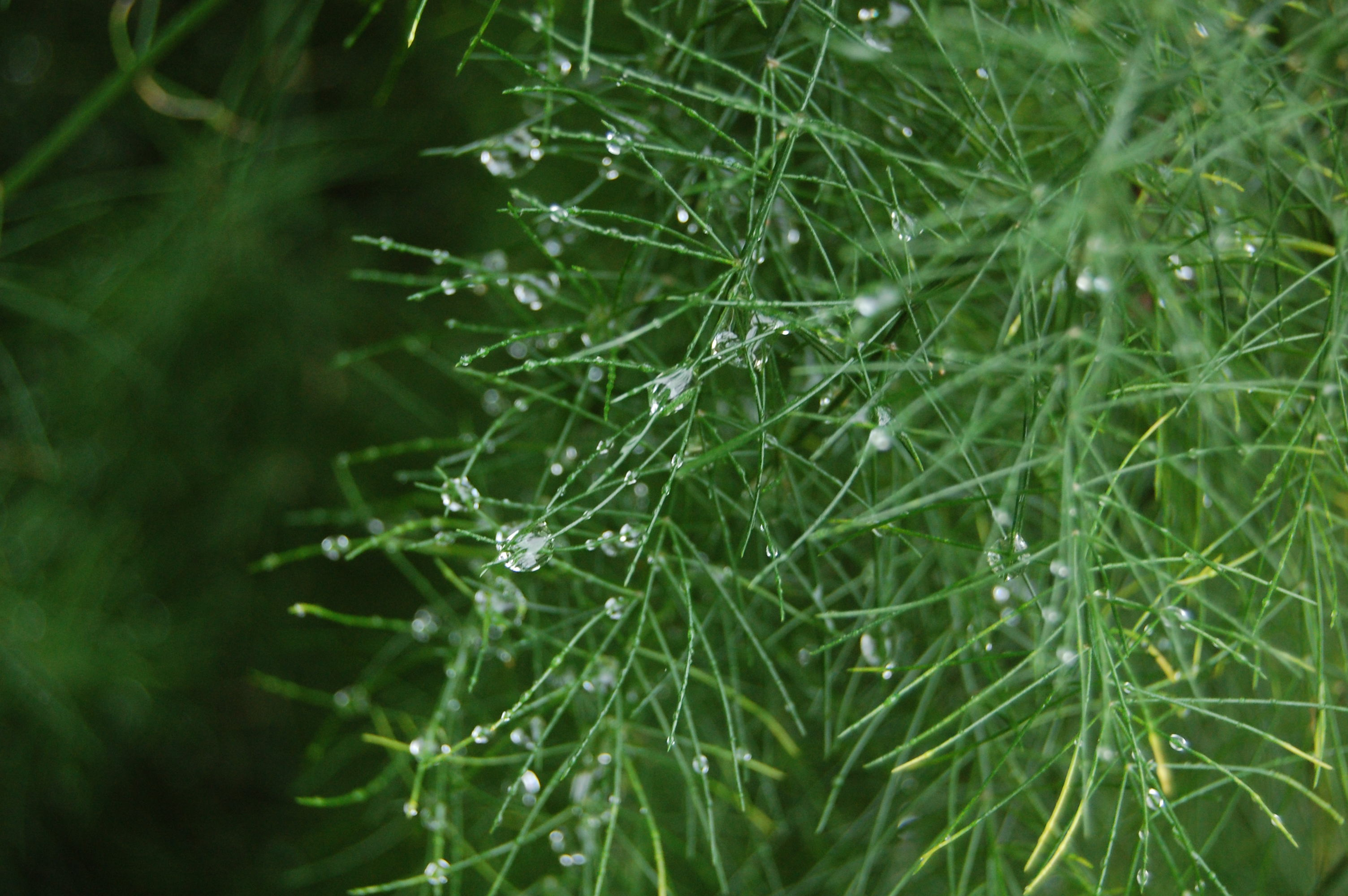
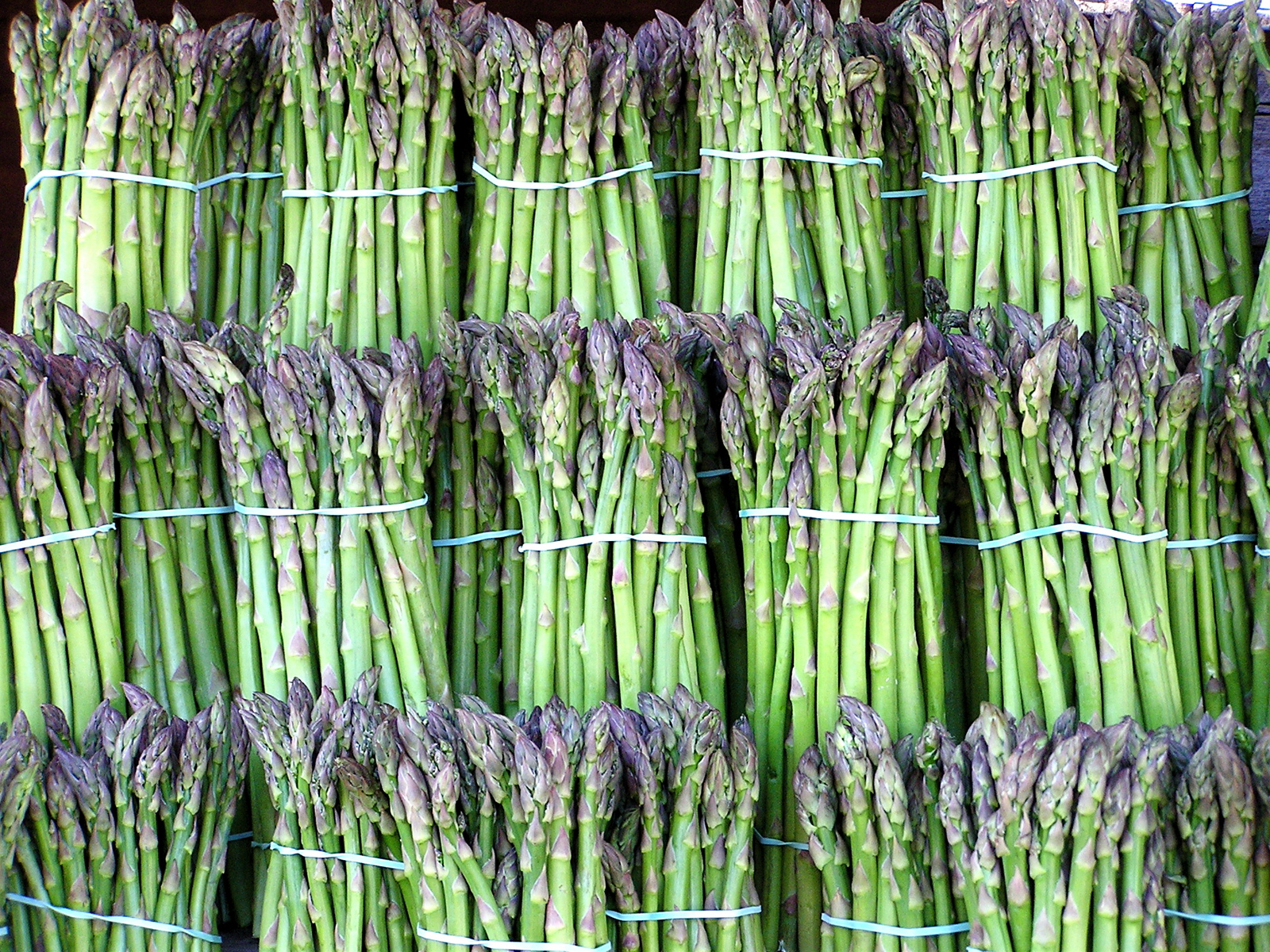